# Бокони (Форли-Чезена)
Бокони је насеље у Италији у округу Форли-Чезена, региону Емилија-Ромања.
Према процени из 2011. у насељу је живело 127 становника. Насеље се налази на надморској висини од 393 м.